# Artur Dąbrowski
Artur Dąbrowski vel Artur Dąbrowski-Junosza (19 marca 1854, zm. 5 marca 1917) – tytularny marszałek polny porucznik cesarskiej i królewskiej Armii.

## Życiorys
Urodził się 19 marca 1854 roku. Od 1873 roku służył w Galicyjskim Pułku Piechoty Nr 20 w Wiedniu. Na stopień podporucznika został mianowany ze starszeństwem z dniem 1 września 1873 roku, a porucznika ze starszeństwem z dniem 15 września 1878 roku. Do 1879 w ewidencji c. i k. Armii występował jako Arthur Ritter Dąbrowski-Junosza. W 1882 roku został przeniesiony do Morawskiego Pułku Piechoty Nr 93 w Ołomuńcu. Na stopień majora został mianowany ze starszeństwem z dniem 1 listopada 1894 roku. Po awansie został przeniesiony do Śląsko-Morawskiego Pułku Piechoty Nr 100 w Krakowie, w którym do 1895 roku był komendantem 2 batalionu. W ewidencji pułku pozostawał przez kolejne dwa lata. Na stopień podpułkownika został mianowany ze starszeństwem z dniem 1 listopada 1897 roku i przeniesiony do Węgierskiego (Slawońskiego) Pułku Piechoty Nr 78 w Osijeku na stanowisko komendanta 1 batalionu. W 1899 roku został przesunięty na stanowisko komendanta 3 batalionu i dowodził nim do następnego roku. 2 maja 1901 roku został mianowany pułkownikiem. W tym samym roku został przeniesiony z IR 78 do Bośniacko-Hercegowińskiego Pułku Piechoty Nr 1 w Wiedniu, a dwa lata później został komendantem tego pułku. 9 maja 1907 roku został mianowany generałem majorem ze starszeństwem z dniem 1 maja 1907 roku i wyznaczony na stanowisko komendanta 86 Brygady Piechoty Obrony Krajowej w Czerniowcach. 24 marca 1910 roku został uwolniony od służby. 26 maja 1911 roku otrzymał tytuł i rangę marszałka polnego porucznika. W 1914 roku mieszkał w Wiedniu.
Miał syna Ottona vel Ottokara Józefa Artura (ur. 17 kwietnia 1898 w Osijeku, zm. 16 marca 1954), kapitana Polskich Sił Zbrojnych na Zachodzie.
Zmarł 5 marca 1917 roku.

## Ordery i odznaczenia
- Krzyż Rycerski Orderu Leopolda[19]
- Order Korony Żelaznej 3 klasy[19]
- Krzyż Zasługi Wojskowej (1898)[21]
- Krzyż za 25-letnią służbę wojskową dla oficerów[19]
- Brązowy Medal Jubileuszowy Pamiątkowy dla Sił Zbrojnych i Żandarmerii
- Krzyż Jubileuszowy Wojskowy